# Али ибн Мухаммад ибн Абд аль-Ваххаб
Али́ ибн Муха́ммад ибн Абд аль-Вахха́б (араб. علي ابن محمد ابن عبد الوهاب‎; Эд-Диръия — 1829, Египет) — исламский богослов из рода Аль Шейх, сын Мухаммада ибн Абд аль-Ваххаба.

## Биография
Точная дата рождения Али ибн Мухаммада неизвестна, известно только место рождения — столица Первого саудовского государства Эд-Диръия. Как и другие свои братья, Али обучался шариатским наукам у своего отца Мухаммада ибн Абд аль-Ваххаба. По словам историка Усмана ибн Бишра, Али отличался глубоким познанием в области исламской религии и богобоязненностью.
Когда египетский паша Ибрагим захватил Эд-Диръию, Али был пленён и отправлен в Египет вместе с другими представителями семьи шейха Мухаммада ибн Абд аль-Ваххаба, где и умер 1829 году (1245 г.х.).

## Семья
Все дети Али ибн Мухаммада, кроме Мухаммада ибн Али, умерли ещё в младенчестве. Мухаммад ибн Али был из тех, кто не был отправлен в Египет и перебрался в Эр-Рияд во времена правления Турки ибн Абдуллаха. У Мухаммада было двое сыновей, потомки которых сегодня называются Аль Мухаммад — «семья Мухаммада».